# Il Trio dell'arciduca
Il Trio dell'arciduca è un romanzo scritto da Hans Tuzzi, pseudonimo di Adriano Bon, pubblicato nel 2014. È un romanzo di genere poliziesco, ambientato alla vigilia dello scoppio della prima guerra mondiale. Vi appare per la prima volta il personaggio di Neron Vukcic, giovane agente montenegrino dei servizi segreti absburgici. In una missione che lo porta da Trieste a Costantinopoli, Vukcic indaga sulla misteriosa morte di un mercante, imbattendosi in una pista che conduce dritto al cuore del complotto che porterà alla distruzione di tre grandi imperi.

## Edizioni
- Hans Tuzzi, Il Trio dell'arciduca, Varianti, Bollati Boringhieri, 2016, ISBN 978-88-339-2551-6.